# Auge (Ardenas)
Auge é uma comuna francesa na região administrativa de Grande Leste, no departamento Ardenas. Estende-se por uma área de 4,6 km². Em 2010 a comuna tinha 59 habitantes (densidade: 12,8 hab./km²).